# سمكة الحداد
الحداد  (الاسم العلمي: Diplodus cervinus) يعرف أيضا بالأسامي المتداولة، سرغوس مخطط، سرغوس حدادي، دنيس مخطط يعرف أيضا في اللغة الإنجليزية بالاسم، zebra sea bream (ترجمة: دنيس حمار الوحش) هو نوع سمك من أنواع اسماك الدنيس، وينتمي إلى العائلة أسبورية.

## الوصف

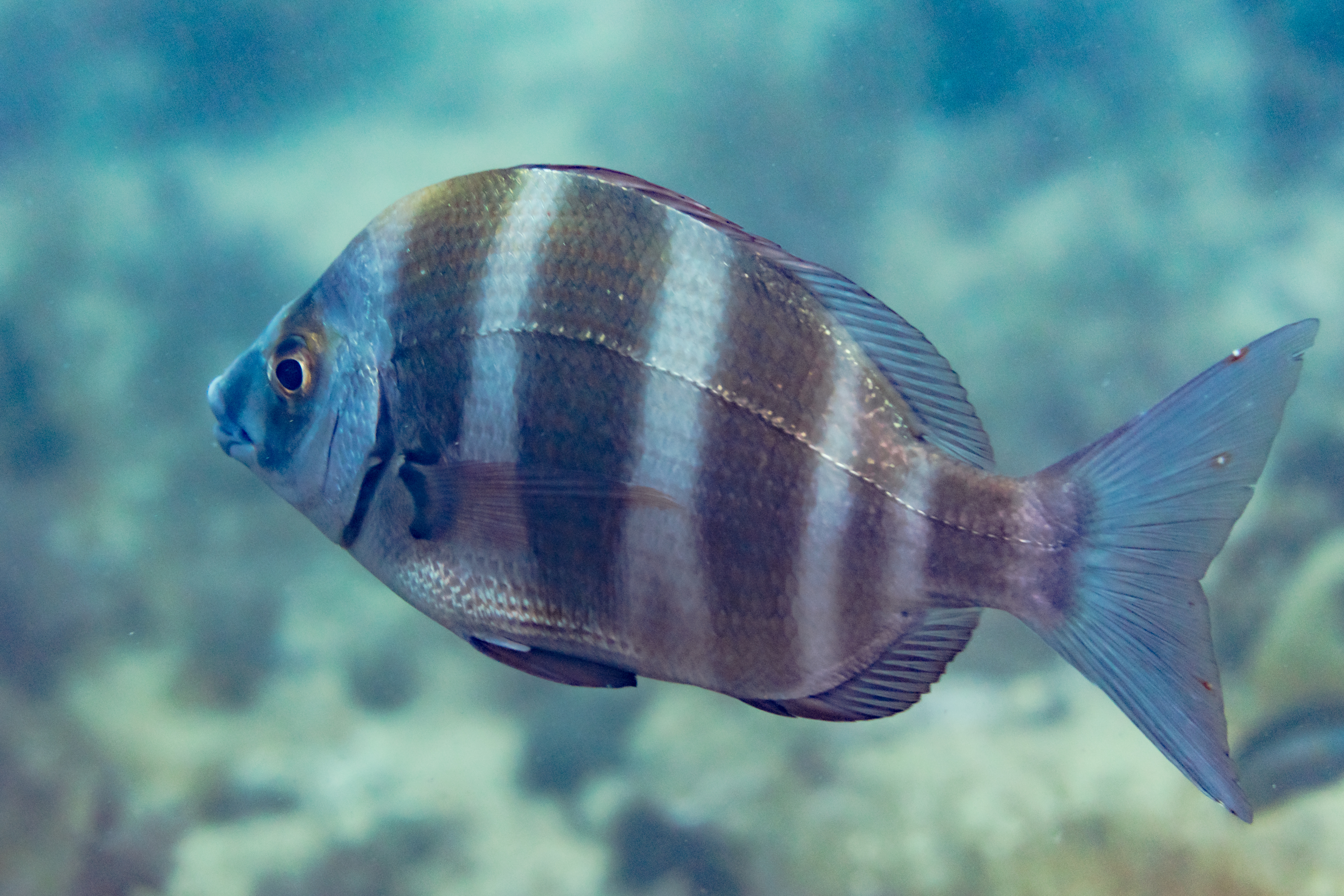
سمك حمار الوحشي الدنيس

جسم سمك الشرغو المخطط (بوبرادع) متكثف على بعضه البعض بشكل جانبي، خطمه (مقدمة راسه) مدبب الشكل وشفتيه غليظة. إنه سمك متوسط الحجم ويمكن أن يصل طوله إلى حد اقصاه حوالي 55 سم، ولكن متوسط طوله بشكل عام هو حوالي 35 سم. لون جسده هو ضرب من اللون البني وتخططه خطوط عامودية سوداء اللون، أول خمسة خطوط من هذه الخطوط العامودية تمتد عبر الجسم من عند زعنفة الذيل وصولا إلى الزعانف الصدرية، وهناك خط مظلل مميز أخر يعبر المساحة الموجودة بين العينين ويمتد عبرها أيضا.

## موائله وتوزيعه
تتواجد اسماك الشرغو المخطط(بوبرادع) (الاسم العلمي: Diplodus cervinus) في شرق المحيط الأطلسي، من خليج غاسكونيا إلى جنوب إفريقيا، وتتواجد كذلك في البحر الأبيض المتوسط. تفضل صغار هذه الاسماك التواجد في مناطق المعيشة الضحلة والهادئة مثل المناطق التي يتواجد بها الصخور والأرصفة البحرية والأسرة العشبية. بينما تعيش الاسماك البالغة بشكل عام عند المنحدرات الصخرية والحطامات.

## علم الأحياء
يمكن لسمك الحداد ان يعيش بشكل انفرادي أو في مجموعات بشكل اجتماعي، ويتعلق ذلك بضغط الصيد الذي يتعرض له في منطقة المعيشة التي يعيش بها. يعتبر سمك الحداد سمك مفترس، ويتألف نظامه الغذائي بشكل رئيسي من الأطعمة القاعية مثل قنافذ البحر وكثيرات الاشعار وذوات الصدفتين.

## قائمة السلالات
وفقًا للسجل الدولي للأنواع البحرية:
- Diplodus cervinus cervinus (لوي، 1838)
- Diplodus cervinus hottentotus (سميث، 1844)
- Diplodus cervinus omanensis (بوتشوت وبيانكي)، 1984

## روابط خارجية
- الديدان
- و Fishbase
- Photos of